# Joël Aviragnet
Pour les articles homonymes, voir Aviragnet.
Joël Aviragnet, né le 16 juin 1956 à Encausse-les-Thermes (Haute-Garonne), est un homme politique français.
Membre du Parti socialiste, il est maire d'Encausse-les-Thermes de 2008 à 2018. Étant le suppléant de Carole Delga, il devient député de la 8e circonscription de la Haute-Garonne en juillet 2014 lorsqu'elle est nommée secrétaire d'État chargée du Commerce, de l'Artisanat, de la Consommation et de l'Économie sociale et solidaire. Il est par la suite réélu député dans la même circonscription lors des élections législatives de 2017, de 2022 et de 2024.

## Biographie
Il est né dans une famille de quatre enfants, d'un chauffeur routier et d'une assistante maternelle.

### Études
Il fait ses études primaires à Encausse-les-Thermes, sa ville natale, puis au collège Leclerc et au lycée Bagatelle à Saint-Gaudens. Il obtient son bac B en 1974. Il fait ensuite une école d'éducateurs spécialisés à Dijon dont il sort diplômé en 1979.

### Carrière d'éducateur spécialisé
Il intègre par la suite l'ITEP de Saint-Ignan (1980-1986), puis il poursuit sa carrière à Bordeaux (1986-1999) dans un ITEP pour adolescent, toujours comme éducateur spécialisé, puis chef de service. De 2000 à 2006, il est adjoint de direction à l'ITEP Curvale à Aspet, et obtient le diplôme de directeur (CAFDES) après avoir suivi la formation de directeur à l'École nationale de la santé publique.
De 2007 à sa prise de fonction comme député en 2014, il est le directeur de la maison d'enfants à caractère social et de l'institut thérapeutique éducatif et pédagogique, La Grande Allée à Toulouse.

### Parcours politique
Il s'engage rapidement dans le syndicalisme. Il est élu délégué syndical en 1982 et du personnel en 1994.
Il adhère une première fois pendant quelques années au Parti socialiste en 1986 à Bordeaux puis à nouveau en 2000 à la section d'Aspet quand il est revenu travailler dans le Comminges.
Il est élu conseiller municipal d'Encausse-les-Thermes en 2001, puis en est devenu le maire en 2008, réélu en 2014. Il cède sa fonction de maire en 2018 mais conserve sa place au conseiller municipal. Il y est réélu en 2020. Il est aussi président de l'Office de Tourisme du canton d'Aspet de 2001 à 2014.
En 2011, après des primaires internes, il est désigné par le Parti Socialiste avec Carole Delga, candidate à la députation dans la 8e circonscription de la Haute-Garonne, comme candidat suppléant. Au mois de juin 2012, ils sont élus au premier tour de l'élection législative. Le 3 juin 2014, à la suite de la nomination de Carole Delga dans le gouvernement de Manuel Valls comme Secrétaire d'État au Commerce, à l'Artisanat, à la Consommation et à l'Économie Sociale et Solidaire, il devient Député du Comminges et du Savès. En juillet 2015, Carole Delga quitte son poste au gouvernement, et reprend son poste de député du Comminges et du Savès.
En décembre 2016, il est choisi par les militants socialistes du Comminges et du Savès pour être le candidat PS aux élections législatives de 2017. Marie-Claire Uchan, maire de Saint-Bertrand-de-Comminges est sa suppléante. Il arrive deuxième au premier tour avec 17,78 % des voix et est opposé à Michel Montsarrat au second tour. Il parvient à être élu député en réunissant 50,13 % des voix au second tour.
Alors que la plupart des députés socialistes s'abstiennent lors du vote de confiance au gouvernement Édouard Philippe, il vote contre.
Son élection est cependant annulée par une décision du Conseil constitutionnel rendue le 18 décembre 2017. Il est réinvesti candidat pour participer à l'élection législative partielle des 11 et 18 mars 2018 et est réélu en recueillant cette fois 38,74 % des voix au premier tour, puis 70,31 % au second.
En mai 2022, il est investi par le Parti socialiste, pour la coalition Nouvelle Union populaire écologique et sociale, dans la huitième circonscription de Haute-Garonne. Il est désinvesti après l'opposition de sa directrice de campagne Carole Delga à la coalition. Le PS et le PCF le soutiennent officiellement mais il affronte une candidate écologiste, Annabelle Fauvernier, qui reçoit le soutien d'Europe Écologie Les Verts et de La France insoumise,. Annabelle Fauvernier est étiquetée écologiste par le ministère de l’Intérieur, tandis que Joël Aviragnet est étiqueté « divers gauche ». Il est réinvesti par la NUPES entre les deux tours, à l'occasion duquel il est réélu face à Loïc Delchard (Rassemblement national) avec 60,39 % des voix.
À l'Assemblée nationale, il est membre du groupe socialiste. Tout comme ses collègues socialistes David Taupiac et Laurent Panifous — qui siègent au sein du groupe Libertés, indépendants, outre-mer et territoires —, il reverse son financement électoral au Parti radical de gauche (PRG) et signe, début 2023, une tribune favorable à la motion de Nicolas Mayer-Rossignol à l'occasion du congrès de Marseille du PS. Il explique s’être affilié au PRG lors du dépôt de sa candidature en préfecture, dans un contexte conflictuel autour de sa candidature à gauche.

## Synthèse des résultats électoraux

### Élections municipales
| Année | 1er tour | 1er tour | 2d tour | 2d tour | Issue |
| Année | %        | Rang     | %       | Rang    | Issue |
| ----- | -------- | -------- | ------- | ------- | ----- |
| 2008  | 64,32    | 1er      | -       | -       | Élu   |
| 2014  | 88,41    | 12e      | -       | -       | Élu   |
| 2020  | 74,26    | 14e      | -       | -       | Élu   |

### Élections législatives
| Année | Parti      | Parti  | 1er tour | 1er tour | 1er tour | 2d tour | 2d tour | 2d tour | Issue |
| Année | Parti      | Parti  | Voix     | %        | Rang     | Voix    | %       | Rang    | Issue |
| ----- | ---------- | ------ | -------- | -------- | -------- | ------- | ------- | ------- | ----- |
| 2017  |            | PS     | 7 739    | 17,78    | 2e       | 17 270  | 50,13   | 1er     | Élu   |
| 2018  | 10 777     | PS     | 38,74    | 1er      | 17 157   | 70,31   | 1er     | Élu     |       |
| 2022  | PS (NUPES) | 12 920 | 28,67    | 1er      | 24 191   | 60,39   | 1er     | Élu     |       |
| 2024  | PS (NFP)   | 21 751 | 36,90    | 2e       | 29 807   | 51,87   | 1er     | Élu     |       |